# Maldwyn Jones
Maldwyn Allen Jones (18 december 1922 - 12 april 2007) was een Brits geschiedkundige gespecialiseerd in de geschiedenis van de Verenigde Staten.

## Leven en werk
Jones studeerde van 1946 tot 1949 geschiedenis aan Jesus College, Universiteit van Oxford. Hij was hoogleraar aan de Universiteit van Manchester voor hij in 1968 voorzitter werd van de British Association for American Studies. In 1971 werd Jones Commonwealth Fund Professor of American History aan het University College London.
Zijn bekendste werk was The Limits of Liberty: American History 1607-1980 uit 1983, een van de meest omvattende monografieën over de Amerikaanse geschiedenis. In 1995 verscheen er een tweede editie, aangevuld tot aan 1992.